# Toyota Celica
El Toyota Celica és una sèrie de cupès esportius fabricats per l'empresa japonesa Toyota. El nom deriva de la paraula coelica que en llatí significa «celestial». Aquest automòbil es va començar a fabricar al Japó l'any 1970.
Al llarg de la seva vida útil, el Celica va ser propulsat per diferents motors de quatre cilindres. El canvi més significatiu es va produir l'any 1986, quan el disseny per conduir el cotxe canvià de tracció trasera a tracció delantera.

## Generacions
El Toyota Celica ha tingut set generacions diferents:
- Primera generació / sèrie A20/35 (1970-1977)
- Segona generació / sèrie A40 (1978-1981)
- Tercera generació / sèrie A60 (1982-1985)
- Quarta generació / sèrie T160 (1985-1989)
- Cinquena generació / sèrie T180 (1990-1993)
- Sisena generació / sèrie T200 (1993-1999)
- Setena generació / sèrie T230 (2000-2006)

## Competició
El Toyota Celica ha estat àmpliament utilitzat per la competició en proves de ral·li, esdevenint un dels cotxes més competitius de la dècada dels anys 1990.
Amb l'equip oficial de Toyota al Campìonat Mundial de Ral·lis, el Toyota Celica va guanyar per pilots els títols de 1990 amb Carlos Sainz i la versió Toyota Celica GT-Four, així com els títols de 1992, 1993 i 1994 amb Carlos Sainz, Juha Kankkunen i Didier Auriol respectivament, amb la versió Toyota Celica Turbo 4WD, així com el títol de constructors de 1993 i 1994.
En altres campionats, també va guanyar el Campionat de Ral·lis Àsia-Pacífic amb Carlos Sainz l'any 1990, el Campionat d'Europa de Ral·lis amb Enrico Bertone l'any 1995 i amb Armin Schwarz l'any 1996 o el Campionat de Ral·lis de l'Orient Mitjà amb Mohammed bin Sulayem els anys 1986, 1987, 1988, 1989, 1990 i 1991 i amb Hamed Al-Thani l'any 1993.